# Vittorio Orefice
Vittorio Orefice (Livorno, 15 giugno 1924 – Roma, 27 ottobre 1998) è stato un giornalista italiano, noto commentatore politico nell'edizione diurna del telegiornale della prima rete della Rai.

## Biografia
Nato a Livorno nel 1924 in una famiglia di origine ebraica originari della provincia di Napoli, durante il secondo conflitto mondiale, per sfuggire alle persecuzioni razziali, insieme con la famiglia si rifugiò a Castelluccio di Norcia, piccolo centro montano in provincia di Perugia. Nel 1944, dopo la liberazione di Roma ad opera degli alleati anglo-americani, Orefice raggiunse la Capitale ove iniziò la carriera giornalistica all'EIAR, l'ente radiofonico nazionale divenuto Rai, per poi laurearsi in giurisprudenza alla Sapienza.

### Carriera
Capo della redazione politica dell'Agenzia Italia, editorialista, divenne un volto notissimo al grande pubblico quando iniziò ad apparire quotidianamente sugli schermi televisivi, dapprima durante l'edizione diurna delle 13:30 del telegiornale RAI, e in seguito, soprattutto nell'ultimo periodo di collaborazione con il Telegiornale della prima rete Rai, anche nell'edizione serale delle 20:00, indossando un immancabile papillon, per commentare le cronache parlamentari nazionali. Il commento, di orientamento governativo, sullo sfondo del "Transatlantico" di Montecitorio, era rigorosamente calibrato ed ordinato secondo la consistenza di ciascun gruppo parlamentare. Lasciò il suo incarico di commentatore parlamentare presso il notiziario della prima rete Rai nell'autunno del 1993.
Dopo il suicidio avvenuto nel 1995 della nipote Alessandra, anche lei giornalista e non ancora ventiquattrenne, scrisse un libro sulla depressione giovanile Il male di esistere (Milano, 1996). Pubblicò altri volumi legati alla sua attività professionale: La velina. Giura di dire la verità, tutta la verità, nient'altro che la verità (Milano, Arnoldo Mondadori, 1988) e Titanic Italia. La partitocrazia: storia di un naufragio annunciato (con Luigi Tivelli, Torino, Nuova ERI, 1993).
Colpito da leucemia, si spense, all'età di settantaquattro anni, nel 1998. 
Giulio Andreotti, sulle pagine del Corriere della Sera, in occasione della sua morte, lo definì: